# Чернігівський літопис
Чернігівський літопис — умовна назва пам'ятки козацького літописання XVII—XVIII століть. Зберігся у чотирьох списках. У творі розповідається про події української історії 1587—1768 років — козацько-селянські повстання XVI—XVII століть., Визвольну війну, Руїну, змальовано найвідоміші історичні постаті, описано стихійні лиха, епідемії тощо.

## Опис
За характером викладу, стилем, мовою Чернігівський літопис дуже близький до праці Самовидця.
Дослідники виділяють дві редакції. До першої редакції відносять список Білозерського (дефектний, завершується 1652) і список Авксентія (1587—1750, за винятком 1704—28), до 2-ї редакції — список Персидського (1587—1725) і Київський список (1497—1764). Друга редакція є набагато ціннішою та більшою за обсягом. М. Білозерський видав літопис за списками 1-ї редакції. О.Лазаревський, який опублікував пам'ятку за списком Персидського, вважав, що літопис укладений у Чернігові, імовірно Леонтієм Боболинським.
Обидві редакції мають спільну частину з 1497 (1587) до 1704, але наявні різночитання та вставки. Автор спільної частини використав 3-тю частину хроніки Ф.Софоновича, «Скарбницю» (1676) І.Ґалятовського, протограф Острозького літописця (див. Літопис Острозький), власні спогади й свідчення очевидців. Спільна частина 1-ї редакції, що охоплює події 1729—50, була доповнена Іваном Янушкевичем-Бутенком, писарем Чернігівського полку (1715—27), особою, близькою до Павла Полуботка. Він провів не меншу за обсягом роботу, ніж його попередник, широко залучивши усні й писемні джерела, наприклад «хроніку П.Полуботка».

У літописі зображена панорама воєнно-політичної та церковної історії України 16—18 ст. У пам'ятці виражено симпатію до гетьмана Богдана Хмельницького, наказного гетьмана Якима Сомка, кошового отамана Івана Сірка, польського короля Яна II Казимира Ваза і негативне ставлення до гетьманів Івана Брюховецького та Івана Самойловича. У Ч.л. є чимало оригінальних звісток, напр. про повстання в Лубнах 1632.

## Тексти
- Чернігівський літопис на сайті «Ізборник» [Архівовано 19 червня 2008 у Wayback Machine.]